# Église Saint-Nicolas d'Auriac-l'Église
L'église Saint-Nicolas d'Auriac-l'Église est une église catholique française située à Auriac-l'Église, dans le département du Cantal.

## Localisation
L'église est située au centre du village haut d'Auriac-l'Église, dans le pays coupé alagnonais, à la limite du Brivadois et des monts du Cézallier.

## Historique
L'église a été édifiée dans la deuxième moitié du XIIe et a été modifiée par la suite au XVe et au XVIe siècle. Elle a été inscrite au titre des monuments historiques le 30 décembre 1988.

## Galerie de photos

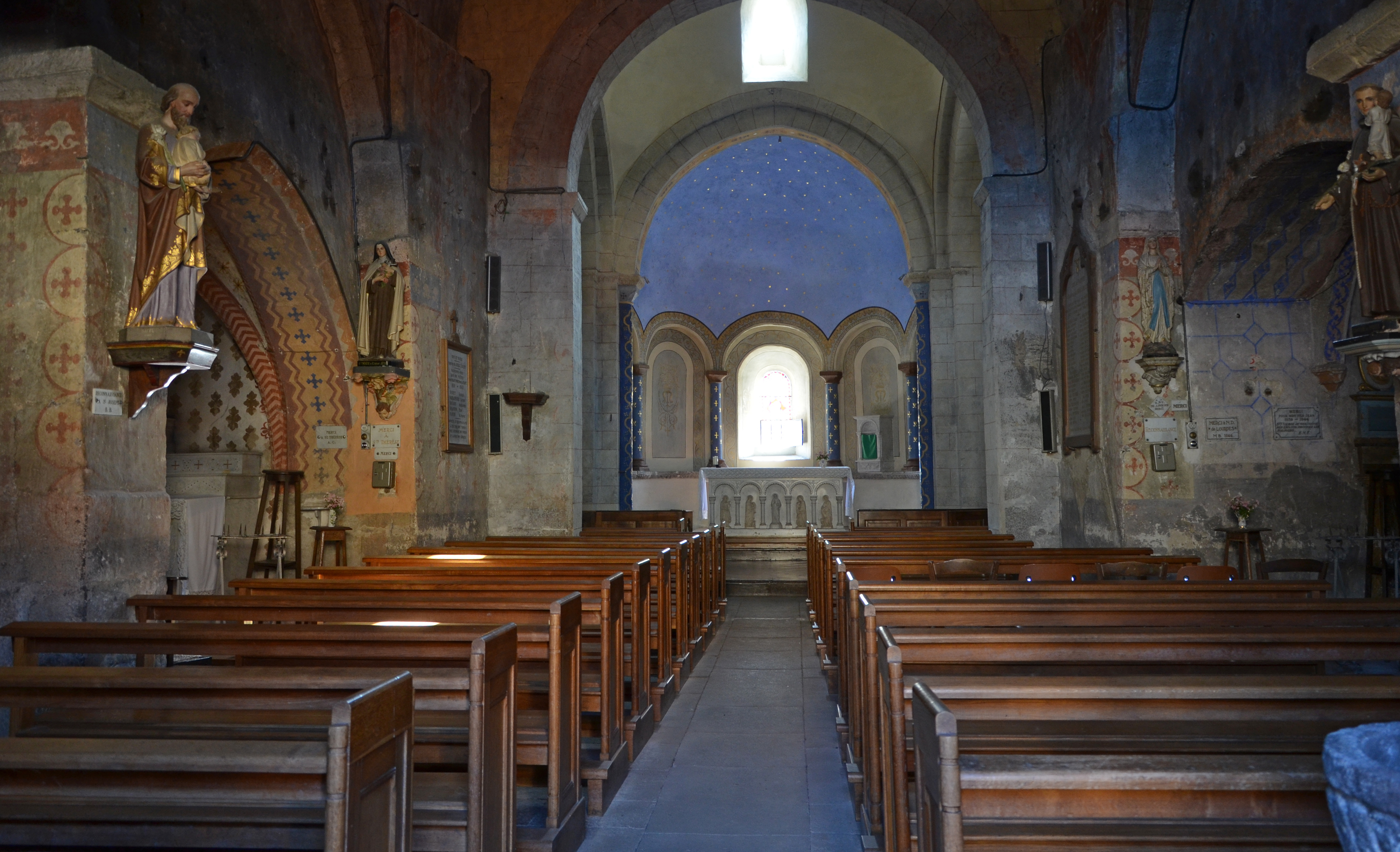
Intérieur de l'église